# Manuel Delgado Brackenbury

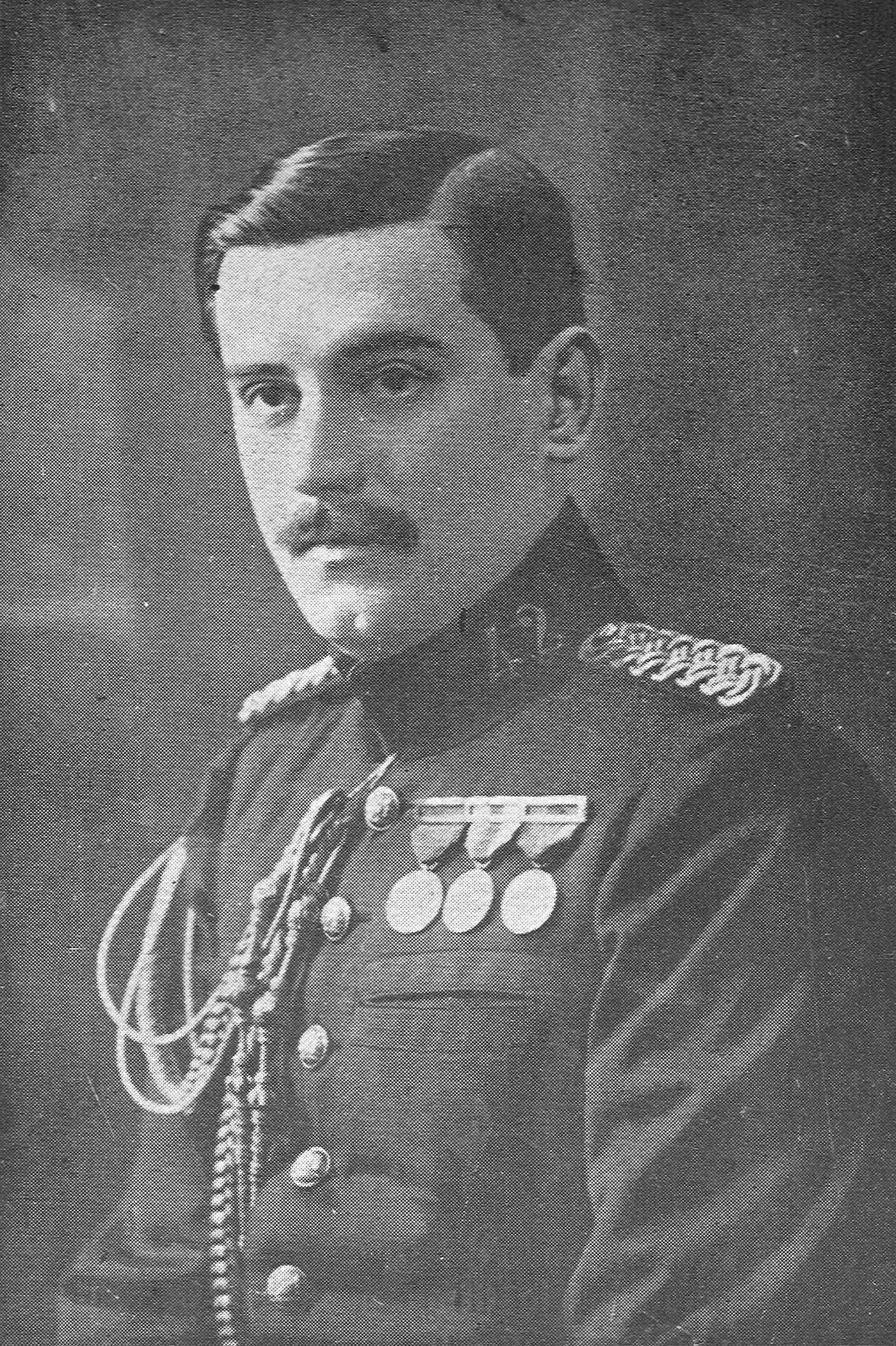
Retrato de Manuel Delgado Brackenbury

Manuel Delgado Brackenbury (Las Cabezas de San Juan, provincia de Sevilla, 14 de enero de 1882-Sevilla, 1941) fue un escultor español. 

## Biografía
Militar de profesión, se aficionó a las artes y a la escultura, de la que aprendió de la mano de Benlliure, Querol, Llimona y Coullaut Valera. En la prensa a veces ha aparecido escrito como Brackembury, pero el apellido anglosajón es con n.
Realizó varias obras importantes para la Exposición Iberoamericana de 1929 celebrada en Sevilla. Entre otras obras en la ciudad realizó la escultura de Hispania que hay en la Glorieta de San Diego, las esculturas de la Fuente de las Cuatro Estaciones, la Fuente de Híspalis de la Puerta de Jerez y las esculturas alegóricas de la Ciencia y el Trabajo de la Glorieta de Covadonga. Realizó, junto con Collaut Valera, las estatuas alegóricas de la fachada del Pabellón de Bellas Artes, actual Museo Arqueológico. A él corresponden las estatuas alegóricas de la Cerámica, la Escultura, la Arquitectura y la Historia.
También realizó el Cristo yacente que hay en la tumba de Juan Vázquez en el Cementerio de San Fernando.
Por encargo del marqués de la Granja, intervino la escultura gótica de la Virgen de la Hiniesta Gloriosa, despojándola de los añadidos que le habían sido aplicados con el fin de transformarla en imagen de vestir.
En la localidad de Las Cabezas de San Juan hay un Instituto de Educación Secundaria que lleva los apellidos de su familia, de la que destacó también el ingeniero del Puerto de Sevilla José Delgado Brackenbury.